# 19769 Dolyniuk
19769 Dolyniuk è un asteroide della fascia principale. Scoperto nel 2000, presenta un'orbita caratterizzata da un semiasse maggiore pari a 2,4401990 UA e da un'eccentricità di 0,1979477, inclinata di 2,05963° rispetto all'eclittica.